# Блок ада 13
«Блок ада 13» (англ. Hellblock 13) — фильм ужасов и боевик 2000 года режиссёра Пола Тэлбота, состоящий из трёх отдельных новелл.

## Тэглайнфильма
Once Inside You’ll Pray For the Chair!

## Сюжет
Женская тюрьма для приговорённых к смерти. Тюремщик, по совместительству палач, проходит с обходом камеры. Он заходит к Таре, которая слывёт ведьмой и обвиняется в убийстве множества детей. Надзиратель с нетерпением ждёт минуты, когда сможет включить рубильник электрического стула. Но Тара совсем не боится смерти, а ждёт её с нетерпением. А пока она открыла дневник и стала читать будущему палачу три страшные истории.
Первый рассказ о мёртвых ребятишках, вернувшихся со дна моря, чтоб забрать с собой убийцу — свою мать.
Второй про то, как регулярно избиваемая мужем жена обращается к колдунье, чтоб избавиться от своих проблем. Та предложила жестокое магическое решение.
Третий рассказ повествует о банде байкеров-наркоторговцев. Каждый раз перед тем, как пойти на дело, они доверяют проверку новичков своей богине — трупу самой крутой байкерши Ронды.

## В ролях
| Актёр         | Роль          |
| ------------- | ------------- |
| Гуннар Хансен | палач         |
| Дебби Рошон   | Тара          |
| Джон Миллер   | охранник      |
| Джефф Джордан | доктор        |
| Эми Суэйм     | Шерри Симпсон |